# 橘黃腎圓盾介殼蟲
橘黃腎圓盾介殼蟲（学名：[Aonidiella citrina] 错误：{{Lang}}：文本有斜体标记（帮助））为盾介殼蟲科腎圓盾介殼蟲屬下的一个种。其种加词“citrina”意为“橙色的”。